# Handelsweg (wandelroute)
De Handelsweg is een gecombineerde wandelroute van de Duitse Töddenweg en het Nederlandse Marskramerpad, deel I.
De naam Handelsweg is gekozen omdat zowel de Nederlandse marskramers als de Duitse Tödden (Nederlands: Teuten) handelaren waren. De route is in twee richtingen gemarkeerd van Osnabrück naar Deventer. De Handelsweg maakt deel uit van de Europese wandelroute E11, die vanaf de Pools-Litouwse grens via Polen en Duitsland naar Den Haag in Nederland loopt. In Osnabrück wordt de Handelsweg voorafgegaan door de Wittekindsweg, in Deventer wordt de Handelsweg gevolgd door het Marskramerpad deel II.
De Handelsweg is het resultaat van de samenwerking tussen het Nederlandse Wandelnet en het Duitse Wiehenbirgsverband Weser-Ems e.V.. De organisatie heeft op veel plaatsen langs de route borden geplaatst waarop de route wordt aangegeven.

## Töddenweg
Dit deel van de route is 123 km lang. De route is voor het grootste gedeelte ook geschikt voor fietsen. Mede om die reden is een belangrijk deel van de route geasfalteerd. De Tödden kwamen uit het Westfaalse land, in het bijzonder de plaatsen Mettingen, Hopsten en Recke. Recke ligt enkele kilometers van de route, de route loopt door het centrum van Mettingen en Hopsten.

## Marskramerpad deel I
Dit deel van de route is 95 km lang. Dit deel loopt door een afwisselend landschap over het licht glooiende land van Salland en Twente.